# Пенхамито (Кулијакан)
Пенхамито (шп. Penjamito) насеље је у Мексику у савезној држави Синалоа у општини Кулијакан. Насеље се налази на надморској висини од 10 м.

## Становништво
Према подацима из 2010. године у насељу је живело 5 становника.

### Хронологија
| Година       | 2000            | 2005           | 2010 |
| ------------ | --------------- | -------------- | ---- |
| Становништво | 245 (121 / 124) | 271 (180 / 91) | 5    |

### Попис
| # | Индикатор                     | Вредност |
| - | ----------------------------- | -------- |
| 1 | Укупно домаћинстава           | 58       |
| 2 | Укупно насељених домаћинстава | 2        |
| 3 | Величина локације             | 1        |